# Saudyjsko-kuwejcka strefa neutralna
Saudyjsko-kuwejcka strefa neutralna, znana też jako „strefa podzielona” – terytorium neutralne o powierzchni 5770 km² między granicami Arabii Saudyjskiej i Kuwejtem, która znajduje się poza obszarem tych dwóch państw na mocy protokołu z Uquair z grudnia 1922, który stanowił że: rząd Królestwa Nadżdu [od 1932 Arabia Saudyjska] i Kuwejtu będą mieć równe prawa, aż dzięki uprzejmości rządu Wielkiej Brytanii zostanie osiągnięte kolejne porozumienie między Nadżdem a Kuwejtem na ten temat.

Saudyjsko-kuwejcka strefa neutralna
(2 grudnia 1922 – 18 stycznia 1970)

Mimo tego rządy obydwu państw udzielały w latach 1948–1949 koncesji na wydobywanie ropy naftowej prywatnym firmom, a później doszli do porozumienia w tej sprawie.
W 1960 władcy obydwu państw zdecydowali, że strefa neutralna zostanie podzielona. Po osiągnięciu porozumienia 17 grudnia 1967 podpisano 18 grudnia 1969 umowę o podziale tej strefy, a jej ratyfikacja nastąpiła 18 stycznia 1970.